# Copa Libertadores 2006
La Copa Libertadores 2006, denominada por motivos comerciales Copa Toyota Libertadores 2006, fue la cuadragésima séptima edición del torneo de clubes más importante de América del Sur, organizado por la Confederación Sudamericana de Fútbol, en la que participaron equipos de once países: Argentina, Bolivia, Brasil, Chile, Colombia, Ecuador, México, Paraguay, Perú, Uruguay y Venezuela. El certamen tuvo un receso entre los partidos de ida y vuelta de los cuartos de final, debido a la realización de la Copa Mundial de Fútbol de 2006 en Alemania.
El campeón fue Internacional de Brasil, que alcanzó de esta manera su primer título en la competencia. Gracias a él, clasificó a la Copa Mundial de Clubes 2006, y disputó la Recopa Sudamericana 2007 frente a Pachuca de México. Accedió, además, a la segunda fase de la Copa Libertadores 2007.
Es la edición en la que más jugadores se han consagrado como máximos goleadores, un total de trece y todos con 5 anotaciones cada uno.

## Formato
Un total de 12 equipos —los 2 últimos clasificados del país del campeón vigente, y el último clasificado de cada uno de los restantes países— disputaron la primera fase, en la cual se establecieron seis llaves. Cada una tuvo a su respectivo ganador, que accedió a la segunda fase, a la que ya se encontraban clasificados los restantes 26 equipos, constituyéndose así ocho grupos de 4 equipos. Los dos primeros de cada zona pasaron a las fases finales, disputadas bajo el sistema de eliminación directa y compuestas por los octavos de final, los cuartos de final, las semifinales y la final, en la que se declaró al campeón.
|                            |                            | Equipos que entran en esta fase | Equipos que provienen de la fase anterior                                       |
| -------------------------- | -------------------------- | --- | ------------------------------------------------------------------------------- |
| Primera fase (12 equipos)  | Primera fase (12 equipos)  | - 1 equipo de Argentina, Bolivia, Brasil, Chile, Colombia, Ecuador, México, Paraguay, Perú, Uruguay y Venezuela - 1 equipo extra del país del campeón vigente |                                                                                 |
| Segunda fase (32 equipos)  | Segunda fase (32 equipos)  | - 4 equipos de Argentina y Brasil - 2 equipos de Bolivia, Chile, Colombia, Ecuador, México, Paraguay, Perú, Uruguay y Venezuela                               | - 6 equipos clasificados de la Primera fase                                     |
| Fases finales (16 equipos) | Fases finales (16 equipos) | | - 8 equipos primeros de la Segunda fase - 8 equipos segundos de la Segunda fase |

## Equipos participantes
En cursiva los equipos debutantes en el torneo.
| País                             | Equipo                                                                         | Vía de clasificación |
| -------------------------------- | ------------------------------------------------------------------------------ | --- |
| Argentina 5 cupos                | Newell's Old Boys Vélez Sarsfield Estudiantes (LP) Rosario Central River Plate | Campeón del Torneo Apertura 2004 Campeón del Torneo Clausura 2005 Mejor equipo ubicado en la tabla de posiciones del Campeonato de Primera División 2004-05 2.º mejor equipo ubicado en la tabla de posiciones del Campeonato de Primera División 2004-05 3.º mejor equipo ubicado en la tabla de posiciones del Campeonato de Primera División 2004-05 |
| Bolivia 3 cupos                  | Bolívar The Strongest Oriente Petrolero                                        | Campeón del Torneo Adecuación 2005 Subcampeón del Torneo Adecuación 2005 3.º puesto del Torneo Adecuación 2005 |
| Brasil 5 cupos + campeón vigente | São Paulo Paulista Corinthians Internacional Goiás Palmeiras                   | Campeón de la Copa Libertadores 2005 Campeón de la Copa de Brasil 2005 Campeón del Campeonato Brasileño de 2005 Subcampeón del Campeonato Brasileño de 2005 3.º puesto del Campeonato Brasileño de 2005 4.º puesto del Campeonato Brasileño de 2005 |
| Chile 3 cupos                    | Unión Española Universidad Católica Colo-Colo                                  | Campeón del Torneo Apertura 2005 Campeón del Torneo Clausura 2005 Mejor equipo ubicado en la tabla general de la fase clasificatoria del Torneo Clausura 2005 |
| Colombia 3 cupos                 | Atlético Nacional Deportivo Cali Santa Fe                                      | Campeón del Torneo Apertura 2005 Campeón del Torneo Finalización 2005 Mejor equipo ubicado en la Reclasificación 2005 |
| Ecuador 3 cupos                  | Liga de Quito El Nacional Deportivo Cuenca                                     | Campeón del Torneo Apertura 2005 Campeón del Torneo Clausura 2005 Subcampeón del Torneo Clausura 2005 |
| México 3 cupos                   | Pumas UNAM Tigres Guadalajara                                                  | Campeón del Torneo Clausura 2004 y del Torneo Apertura 2004 Campeón de la InterLiga 2006 Ganador de la segunda final de la InterLiga 2006 |
| Paraguay 3 cupos                 | Cerro Porteño Libertad Nacional                                                | Campeón del Campeonato Paraguayo de 2005 Ganador de la serie de partidos entre los subcampeones de los torneos Apertura 2005 y Clausura 2005 Mejor equipo ubicado en la tabla acumulada del Campeonato Paraguayo de 2005 |
| Perú 3 cupos                     | Sporting Cristal Cienciano Universitario                                       | Campeón del Campeonato Descentralizado 2005 Subcampeón del Campeonato Descentralizado 2005 Mejor equipo ubicado en la tabla acumulada del Campeonato Descentralizado 2005 |
| Uruguay 3 cupos                  | Nacional Rocha Defensor Sporting                                               | Campeón del Campeonato Uruguayo de 2005 Ganador del Torneo Apertura 2005 Mejor equipo ubicado en la tabla acumulada del año 2005 |
| Venezuela 3 cupos                | U. A. Maracaibo Caracas Deportivo Táchira                                      | Campeón de la Primera División de Venezuela 2004-05 Mejor equipo ubicado en la tabla acumulada de la Primera División de Venezuela 2004-05 2.º mejor equipo ubicado en la tabla acumulada de la Primera División de Venezuela 2004-05 |

### Distribución geográfica de los equipos
Distribución geográfica de las sedes de los equipos participantes:

## Sorteo
El sorteo se realizó el 1 de diciembre de 2005 en la sede de la Confederación.

### Participantes de la Primera fase
| Participantes | |
| --- | --------------------------------------------------------------------------------------------------- |
| \| - River Plate - Oriente Petrolero - Goiás - Palmeiras - Colo-Colo - Santa Fe \| - Deportivo Cuenca - Guadalajara - Nacional - Universitario - Defensor Sporting - Deportivo Táchira \| | |
| - River Plate - Oriente Petrolero - Goiás - Palmeiras - Colo-Colo - Santa Fe | - Deportivo Cuenca - Guadalajara - Nacional - Universitario - Defensor Sporting - Deportivo Táchira |

### Bolilleros de la Segunda fase
| Bombo 1 | Bombo 2 | Bombo 3 | Bombo 4                                                                                       |
| --- | --- | --- | --------------------------------------------------------------------------------------------- |
| - Newell's Old Boys - Vélez Sarsfield - Estudiantes (LP) - Rosario Central - São Paulo - Paulista - Corinthians - Internacional | - Bolívar - The Strongest - Atlético Nacional - Deportivo Cali - Liga de Quito - El Nacional - Maracaibo - Caracas | - Unión Española - Universidad Católica - Cerro Porteño - Libertad - Cienciano - Sporting Cristal - Nacional - Rocha | - Pumas UNAM - Tigres - Ganador A - Ganador B - Ganador C - Ganador D - Ganador E - Ganador F |

## Primera fase
| Fechas                     | Local en la ida   | Global | Local en la vuelta | Ida | Vuelta | Llave     |
| -------------------------- | ----------------- | ------ | ------------------ | --- | ------ | --------- |
| 24 y 31 de enero           | Nacional          | 2:2    | Universitario (v.) | 2:2 | 0:0    | Ganador A |
| 27 de enero y 2 de febrero | Defensor Sporting | 2:2    | Santa Fe (v.)      | 2:2 | 0:0    | Ganador B |
| 26 de enero y 2 de febrero | River Plate       | 8:0    | Oriente Petrolero  | 6:0 | 2:0    | Ganador C |
| 24 y 31 de enero           | Colo-Colo         | 4:8    | Guadalajara        | 1:3 | 3:5    | Ganador D |
| 25 de enero y 1 de febrero | Palmeiras         | 6:2    | Deportivo Táchira  | 2:0 | 4:2    | Ganador E |
| 26 de enero y 1 de febrero | Deportivo Cuenca  | 1:4    | Goiás              | 1:1 | 0:3    | Ganador F |

## Segunda fase

### Grupo 1
| Equipo      | Pts. | PJ | PG | PE | PP | GF | GC | DG |
| ----------- | ---- | -- | -- | -- | -- | -- | -- | -- |
| São Paulo   | 12   | 6  | 4  | 0  | 2  | 12 | 6  | 6  |
| Guadalajara | 12   | 6  | 3  | 3  | 0  | 6  | 3  | 3  |
| Caracas     | 5    | 6  | 1  | 2  | 3  | 7  | 7  | 0  |
| Cienciano   | 4    | 6  | 1  | 1  | 4  | 3  | 12 | –9 |

| \| Fecha \| Lugar \| Local \| Resultado \| Visitante \| \| ------------ \| ----------- \| ----------- \| --------- \| ----------- \| \| 8 de febrero \| Cuzco \| Cienciano \| 0:1 \| Guadalajara \| \| 1 de marzo \| Caracas \| Caracas \| 1:2 \| São Paulo \| \| 7 de marzo \| Guadalajara \| Guadalajara \| 1:1 \| Caracas \| \| 8 de marzo \| São Paulo \| São Paulo \| 4:1 \| Cienciano \| \| 14 de marzo \| Cuzco \| Cienciano \| 2:1 \| Caracas \| \| 21 de marzo \| Guadalajara \| Guadalajara \| 2:1 \| São Paulo \| \| 28 de marzo \| Caracas \| Caracas \| 4:0 \| Cienciano \| \| 5 de abril \| São Paulo \| São Paulo \| 1:2 \| Guadalajara \| \| 12 de abril \| Caracas \| Caracas \| 0:0 \| Guadalajara \| \| 12 de abril \| Cuzco \| Cienciano \| 0:2 \| São Paulo \| \| 20 de abril \| São Paulo \| São Paulo \| 2:0 \| Caracas \| \| 20 de abril \| Guadalajara \| Guadalajara \| 0:0 \| Cienciano \| |             |             |           |             |
| Fecha | Lugar       | Local       | Resultado | Visitante   |
| 8 de febrero | Cuzco       | Cienciano   | 0:1       | Guadalajara |
| 1 de marzo | Caracas     | Caracas     | 1:2       | São Paulo   |
| 7 de marzo | Guadalajara | Guadalajara | 1:1       | Caracas     |
| 8 de marzo | São Paulo   | São Paulo   | 4:1       | Cienciano   |
| 14 de marzo | Cuzco       | Cienciano   | 2:1       | Caracas     |
| 21 de marzo | Guadalajara | Guadalajara | 2:1       | São Paulo   |
| 28 de marzo | Caracas     | Caracas     | 4:0       | Cienciano   |
| 5 de abril | São Paulo   | São Paulo   | 1:2       | Guadalajara |
| 12 de abril | Caracas     | Caracas     | 0:0       | Guadalajara |
| 12 de abril | Cuzco       | Cienciano   | 0:2       | São Paulo   |
| 20 de abril | São Paulo   | São Paulo   | 2:0       | Caracas     |
| 20 de abril | Guadalajara | Guadalajara | 0:0       | Cienciano   |

### Grupo 2
| Equipo           | Pts. | PJ | PG | PE | PP | GF | GC | DG |
| ---------------- | ---- | -- | -- | -- | -- | -- | -- | -- |
| Santa Fe         | 10   | 6  | 3  | 1  | 2  | 9  | 7  | 2  |
| Estudiantes (LP) | 10   | 6  | 3  | 1  | 2  | 10 | 10 | 0  |
| Sporting Cristal | 7    | 6  | 2  | 1  | 3  | 11 | 12 | –1 |
| Bolívar          | 7    | 6  | 2  | 1  | 3  | 7  | 8  | –1 |

| \| Fecha \| Lugar \| Local \| Resultado \| Visitante \| \| ------------- \| ------- \| ---------------- \| --------- \| ---------------- \| \| 7 de febrero \| La Paz \| Bolívar \| 1:0 \| Estudiantes (LP) \| \| 9 de febrero \| Lima \| Sporting Cristal \| 1:2 \| Santa Fe \| \| 15 de febrero \| Bogotá \| Santa Fe \| 2:2 \| Bolívar \| \| 21 de febrero \| Quilmes \| Estudiantes (LP) \| 4:3 \| Sporting Cristal \| \| 8 de marzo \| Lima \| Sporting Cristal \| 2:1 \| Bolívar \| \| 9 de marzo \| Bogotá \| Santa Fe \| 3:1 \| Estudiantes (LP) \| \| 15 de marzo \| La Paz \| Bolívar \| 1:2 \| Sporting Cristal \| \| 21 de marzo \| Quilmes \| Estudiantes (LP) \| 1:0 \| Santa Fe \| \| 28 de marzo \| La Paz \| Bolívar \| 1:0 \| Santa Fe \| \| 4 de abril \| Lima \| Sporting Cristal \| 2:2 \| Estudiantes (LP) \| \| 13 de abril \| Quilmes \| Estudiantes (LP) \| 2:1 \| Bolívar \| \| 13 de abril \| Bogotá \| Santa Fe \| 2:1 \| Sporting Cristal \| |         |                  |           |                  |
| Fecha | Lugar   | Local            | Resultado | Visitante        |
| 7 de febrero | La Paz  | Bolívar          | 1:0       | Estudiantes (LP) |
| 9 de febrero | Lima    | Sporting Cristal | 1:2       | Santa Fe         |
| 15 de febrero | Bogotá  | Santa Fe         | 2:2       | Bolívar          |
| 21 de febrero | Quilmes | Estudiantes (LP) | 4:3       | Sporting Cristal |
| 8 de marzo | Lima    | Sporting Cristal | 2:1       | Bolívar          |
| 9 de marzo | Bogotá  | Santa Fe         | 3:1       | Estudiantes (LP) |
| 15 de marzo | La Paz  | Bolívar          | 1:2       | Sporting Cristal |
| 21 de marzo | Quilmes | Estudiantes (LP) | 1:0       | Santa Fe         |
| 28 de marzo | La Paz  | Bolívar          | 1:0       | Santa Fe         |
| 4 de abril | Lima    | Sporting Cristal | 2:2       | Estudiantes (LP) |
| 13 de abril | Quilmes | Estudiantes (LP) | 2:1       | Bolívar          |
| 13 de abril | Bogotá  | Santa Fe         | 2:1       | Sporting Cristal |

### Grupo 3
| Equipo            | Pts. | PJ | PG | PE | PP | GF | GC | DG |
| ----------------- | ---- | -- | -- | -- | -- | -- | -- | -- |
| Goiás             | 11   | 6  | 3  | 2  | 1  | 7  | 1  | 6  |
| Newell's Old Boys | 8    | 6  | 2  | 2  | 2  | 7  | 7  | 0  |
| Unión Española    | 8    | 6  | 2  | 2  | 2  | 3  | 5  | –2 |
| The Strongest     | 6    | 6  | 2  | 0  | 4  | 4  | 8  | –4 |

| \| Fecha \| Lugar \| Local \| Resultado \| Visitante \| \| ------------- \| ----------------- \| ----------------- \| --------- \| ----------------- \| \| 9 de febrero \| La Paz \| The Strongest \| 3:2 \| Newell's Old Boys \| \| 14 de febrero \| Santiago \| Unión Española \| 0:2 \| Goiás \| \| 21 de febrero \| Newell's Old Boys \| Newell's Old Boys \| 2:0 \| Unión Española \| \| 22 de febrero \| Goiânia \| Goiás \| 2:0 \| The Strongest \| \| 28 de febrero \| Santiago \| Unión Española \| 1:0 \| The Strongest \| \| 15 de marzo \| Goiânia \| Goiás \| 3:0 \| Newell's Old Boys \| \| 22 de marzo \| Newell's Old Boys \| Newell's Old Boys \| 0:0 \| Goiás \| \| 29 de marzo \| La Paz \| The Strongest \| 0:1 \| Unión Española \| \| 5 de abril \| La Paz \| The Strongest \| 1:0 \| Goiás \| \| 11 de abril \| Santiago \| Unión Española \| 1:1 \| Newell's Old Boys \| \| 19 de abril \| Newell's Old Boys \| Newell's Old Boys \| 2:0 \| The Strongest \| \| 19 de abril \| Goiânia \| Goiás \| 0:0 \| Unión Española \| |                   |                   |           |                   |
| Fecha | Lugar             | Local             | Resultado | Visitante         |
| 9 de febrero | La Paz            | The Strongest     | 3:2       | Newell's Old Boys |
| 14 de febrero | Santiago          | Unión Española    | 0:2       | Goiás             |
| 21 de febrero | Newell's Old Boys | Newell's Old Boys | 2:0       | Unión Española    |
| 22 de febrero | Goiânia           | Goiás             | 2:0       | The Strongest     |
| 28 de febrero | Santiago          | Unión Española    | 1:0       | The Strongest     |
| 15 de marzo | Goiânia           | Goiás             | 3:0       | Newell's Old Boys |
| 22 de marzo | Newell's Old Boys | Newell's Old Boys | 0:0       | Goiás             |
| 29 de marzo | La Paz            | The Strongest     | 0:1       | Unión Española    |
| 5 de abril | La Paz            | The Strongest     | 1:0       | Goiás             |
| 11 de abril | Santiago          | Unión Española    | 1:1       | Newell's Old Boys |
| 19 de abril | Newell's Old Boys | Newell's Old Boys | 2:0       | The Strongest     |
| 19 de abril | Goiânia           | Goiás             | 0:0       | Unión Española    |

### Grupo 4
| Equipo               | Pts. | PJ | PG | PE | PP | GF | GC | DG |
| -------------------- | ---- | -- | -- | -- | -- | -- | -- | -- |
| Corinthians          | 13   | 6  | 4  | 1  | 1  | 10 | 6  | 4  |
| Tigres               | 10   | 6  | 3  | 1  | 2  | 12 | 10 | 2  |
| Universidad Católica | 10   | 6  | 3  | 1  | 2  | 12 | 11 | 1  |
| Deportivo Cali       | 1    | 6  | 0  | 1  | 5  | 9  | 16 | –7 |

| \| Fecha \| Lugar \| Local \| Resultado \| Visitante \| \| ------------- \| --------- \| -------------------- \| --------- \| -------------------- \| \| 8 de febrero \| Santiago \| Universidad Católica \| 3:2 \| Tigres \| \| 15 de febrero \| Cali \| Deportivo Cali \| 0:1 \| Corinthians \| \| 21 de febrero \| Monterrey \| Tigres \| 5:4 \| Deportivo Cali \| \| 22 de febrero \| São Paulo \| Corinthians \| 2:2 \| Universidad Católica \| \| 9 de marzo \| Monterrey \| Tigres \| 2:0 \| Corinthians \| \| 21 de marzo \| Santiago \| Universidad Católica \| 2:1 \| Deportivo Cali \| \| 22 de marzo \| São Paulo \| Corinthians \| 1:0 \| Tigres \| \| 30 de marzo \| Cali \| Deportivo Cali \| 2:3 \| Universidad Católica \| \| 6 de abril \| Santiago \| Universidad Católica \| 2:3 \| Corinthians \| \| 11 de abril \| Cali \| Deportivo Cali \| 2:2 \| Tigres \| \| 19 de abril \| São Paulo \| Corinthians \| 3:0 \| Deportivo Cali \| \| 19 de abril \| Monterrey \| Tigres \| 1:0 \| Universidad Católica \| |           |                      |           |                      |
| Fecha | Lugar     | Local                | Resultado | Visitante            |
| 8 de febrero | Santiago  | Universidad Católica | 3:2       | Tigres               |
| 15 de febrero | Cali      | Deportivo Cali       | 0:1       | Corinthians          |
| 21 de febrero | Monterrey | Tigres               | 5:4       | Deportivo Cali       |
| 22 de febrero | São Paulo | Corinthians          | 2:2       | Universidad Católica |
| 9 de marzo | Monterrey | Tigres               | 2:0       | Corinthians          |
| 21 de marzo | Santiago  | Universidad Católica | 2:1       | Deportivo Cali       |
| 22 de marzo | São Paulo | Corinthians          | 1:0       | Tigres               |
| 30 de marzo | Cali      | Deportivo Cali       | 2:3       | Universidad Católica |
| 6 de abril | Santiago  | Universidad Católica | 2:3       | Corinthians          |
| 11 de abril | Cali      | Deportivo Cali       | 2:2       | Tigres               |
| 19 de abril | São Paulo | Corinthians          | 3:0       | Deportivo Cali       |
| 19 de abril | Monterrey | Tigres               | 1:0       | Universidad Católica |

### Grupo 5
| Equipo          | Pts. | PJ | PG | PE | PP | GF | GC | DG  |
| --------------- | ---- | -- | -- | -- | -- | -- | -- | --- |
| Vélez Sarsfield | 16   | 6  | 5  | 1  | 0  | 18 | 6  | 12  |
| Liga de Quito   | 10   | 6  | 3  | 1  | 2  | 16 | 9  | 7   |
| Rocha           | 5    | 6  | 1  | 2  | 3  | 4  | 16 | –12 |
| Universitario   | 2    | 6  | 0  | 2  | 4  | 5  | 12 | –7  |

| \| Fecha \| Lugar \| Local \| Resultado \| Visitante \| \| ------------- \| ------------ \| --------------- \| --------- \| --------------- \| \| 7 de febrero \| Maldonado \| Rocha \| 0:0 \| Universitario \| \| 7 de febrero \| Quito \| Liga de Quito \| 1:3 \| Vélez Sarsfield \| \| 14 de febrero \| Buenos Aires \| Vélez Sarsfield \| 3:0 \| Rocha \| \| 16 de febrero \| Lima \| Universitario \| 1:2 \| Liga de Quito \| \| 7 de marzo \| Lima \| Universitario \| 0:1 \| Vélez Sarsfield \| \| 7 de marzo \| Maldonado \| Rocha \| 3:2 \| Liga de Quito \| \| 14 de marzo \| Buenos Aires \| Vélez Sarsfield \| 4:3 \| Universitario \| \| 16 de marzo \| Quito \| Liga de Quito \| 5:0 \| Rocha \| \| 6 de abril \| Quito \| Liga de Quito \| 4:0 \| Universitario \| \| 11 de abril \| Maldonado \| Rocha \| 0:5 \| Vélez Sarsfield \| \| 18 de abril \| Lima \| Universitario \| 1:1 \| Rocha \| \| 18 de abril \| Buenos Aires \| Vélez Sarsfield \| 2:2 \| Liga de Quito \| |              |                 |           |                 |
| Fecha | Lugar        | Local           | Resultado | Visitante       |
| 7 de febrero | Maldonado    | Rocha           | 0:0       | Universitario   |
| 7 de febrero | Quito        | Liga de Quito   | 1:3       | Vélez Sarsfield |
| 14 de febrero | Buenos Aires | Vélez Sarsfield | 3:0       | Rocha           |
| 16 de febrero | Lima         | Universitario   | 1:2       | Liga de Quito   |
| 7 de marzo | Lima         | Universitario   | 0:1       | Vélez Sarsfield |
| 7 de marzo | Maldonado    | Rocha           | 3:2       | Liga de Quito   |
| 14 de marzo | Buenos Aires | Vélez Sarsfield | 4:3       | Universitario   |
| 16 de marzo | Quito        | Liga de Quito   | 5:0       | Rocha           |
| 6 de abril | Quito        | Liga de Quito   | 4:0       | Universitario   |
| 11 de abril | Maldonado    | Rocha           | 0:5       | Vélez Sarsfield |
| 18 de abril | Lima         | Universitario   | 1:1       | Rocha           |
| 18 de abril | Buenos Aires | Vélez Sarsfield | 2:2       | Liga de Quito   |

### Grupo 6
| Equipo          | Pts. | PJ | PG | PE | PP | GF | GC | DG |
| --------------- | ---- | -- | -- | -- | -- | -- | -- | -- |
| Internacional   | 14   | 6  | 4  | 2  | 0  | 13 | 4  | 9  |
| Nacional        | 9    | 6  | 2  | 3  | 1  | 6  | 6  | 0  |
| U. A. Maracaibo | 8    | 6  | 2  | 2  | 2  | 7  | 8  | –1 |
| Pumas UNAM      | 1    | 6  | 0  | 1  | 5  | 4  | 12 | –8 |

| \| Fecha \| Lugar \| Local \| Resultado \| Visitante \| \| ------------- \| ---------------- \| ------------- \| --------- \| ------------- \| \| 8 de febrero \| Montevideo \| Nacional \| 2:0 \| Pumas UNAM \| \| 16 de febrero \| Maracaibo \| Maracaibo \| 1:1 \| Internacional \| \| 22 de febrero \| Ciudad de México \| Pumas UNAM \| 0:1 \| Maracaibo \| \| 23 de febrero \| Porto Alegre \| Internacional \| 3:0 \| Nacional \| \| 8 de marzo \| Ciudad de México \| Pumas UNAM \| 1:2 \| Internacional \| \| 9 de marzo \| Montevideo \| Nacional \| 0:0 \| Maracaibo \| \| 16 de marzo \| Maracaibo \| Maracaibo \| 2:3 \| Nacional \| \| 22 de marzo \| Porto Alegre \| Internacional \| 3:2 \| Pumas UNAM \| \| 30 de marzo \| Maracaibo \| Maracaibo \| 3:0 \| Pumas UNAM \| \| 4 de abril \| Montevideo \| Nacional \| 0:0 \| Internacional \| \| 18 de abril \| Ciudad de México \| Pumas UNAM \| 1:1 \| Nacional \| \| 18 de abril \| Porto Alegre \| Internacional \| 4:0 \| Maracaibo \| |                  |               |           |               |
| Fecha | Lugar            | Local         | Resultado | Visitante     |
| 8 de febrero | Montevideo       | Nacional      | 2:0       | Pumas UNAM    |
| 16 de febrero | Maracaibo        | Maracaibo     | 1:1       | Internacional |
| 22 de febrero | Ciudad de México | Pumas UNAM    | 0:1       | Maracaibo     |
| 23 de febrero | Porto Alegre     | Internacional | 3:0       | Nacional      |
| 8 de marzo | Ciudad de México | Pumas UNAM    | 1:2       | Internacional |
| 9 de marzo | Montevideo       | Nacional      | 0:0       | Maracaibo     |
| 16 de marzo | Maracaibo        | Maracaibo     | 2:3       | Nacional      |
| 22 de marzo | Porto Alegre     | Internacional | 3:2       | Pumas UNAM    |
| 30 de marzo | Maracaibo        | Maracaibo     | 3:0       | Pumas UNAM    |
| 4 de abril | Montevideo       | Nacional      | 0:0       | Internacional |
| 18 de abril | Ciudad de México | Pumas UNAM    | 1:1       | Nacional      |
| 18 de abril | Porto Alegre     | Internacional | 4:0       | Maracaibo     |

### Grupo 7
| Equipo            | Pts. | PJ | PG | PE | PP | GF | GC | DG |
| ----------------- | ---- | -- | -- | -- | -- | -- | -- | -- |
| Atlético Nacional | 10   | 6  | 3  | 1  | 2  | 13 | 9  | 4  |
| Palmeiras         | 9    | 6  | 2  | 3  | 1  | 9  | 8  | 1  |
| Cerro Porteño     | 8    | 6  | 2  | 2  | 2  | 9  | 12 | –3 |
| Rosario Central   | 5    | 6  | 1  | 2  | 3  | 6  | 8  | –2 |

| \| Fecha \| Lugar \| Local \| Resultado \| Visitante \| \| ------------- \| --------- \| ----------------- \| --------- \| ----------------- \| \| 9 de febrero \| Medellín \| Atlético Nacional \| 1:0 \| Rosario Central \| \| 15 de febrero \| Asunción \| Cerro Porteño \| 0:0 \| Palmeiras \| \| 23 de febrero \| Rosario \| Rosario Central \| 0:2 \| Cerro Porteño \| \| 2 de marzo \| São Paulo \| Palmeiras \| 3:2 \| Atlético Nacional \| \| 14 de marzo \| Asunción \| Cerro Porteño \| 1:5 \| Atlético Nacional \| \| 15 de marzo \| São Paulo \| Palmeiras \| 0:0 \| Rosario Central \| \| 23 de marzo \| Rosario \| Rosario Central \| 2:2 \| Palmeiras \| \| 23 de marzo \| Medellín \| Atlético Nacional \| 2:2 \| Cerro Porteño \| \| 4 de abril \| Medellín \| Atlético Nacional \| 1:2 \| Palmeiras \| \| 6 de abril \| Asunción \| Cerro Porteño \| 1:3 \| Rosario Central \| \| 13 de abril \| Rosario \| Rosario Central \| 1:2 \| Atlético Nacional \| \| 13 de abril \| São Paulo \| Palmeiras \| 2:3 \| Cerro Porteño \| |           |                   |           |                   |
| Fecha | Lugar     | Local             | Resultado | Visitante         |
| 9 de febrero | Medellín  | Atlético Nacional | 1:0       | Rosario Central   |
| 15 de febrero | Asunción  | Cerro Porteño     | 0:0       | Palmeiras         |
| 23 de febrero | Rosario   | Rosario Central   | 0:2       | Cerro Porteño     |
| 2 de marzo | São Paulo | Palmeiras         | 3:2       | Atlético Nacional |
| 14 de marzo | Asunción  | Cerro Porteño     | 1:5       | Atlético Nacional |
| 15 de marzo | São Paulo | Palmeiras         | 0:0       | Rosario Central   |
| 23 de marzo | Rosario   | Rosario Central   | 2:2       | Palmeiras         |
| 23 de marzo | Medellín  | Atlético Nacional | 2:2       | Cerro Porteño     |
| 4 de abril | Medellín  | Atlético Nacional | 1:2       | Palmeiras         |
| 6 de abril | Asunción  | Cerro Porteño     | 1:3       | Rosario Central   |
| 13 de abril | Rosario   | Rosario Central   | 1:2       | Atlético Nacional |
| 13 de abril | São Paulo | Palmeiras         | 2:3       | Cerro Porteño     |

### Grupo 8
| Equipo      | Pts. | PJ | PG | PE | PP | GF | GC | DG |
| ----------- | ---- | -- | -- | -- | -- | -- | -- | -- |
| Libertad    | 11   | 6  | 3  | 2  | 1  | 8  | 3  | 5  |
| River Plate | 9    | 6  | 3  | 0  | 3  | 10 | 10 | 0  |
| El Nacional | 6    | 6  | 1  | 3  | 2  | 8  | 10 | –2 |
| Paulista    | 6    | 6  | 1  | 3  | 2  | 4  | 7  | –3 |

| \| Fecha \| Lugar \| Local \| Resultado \| Visitante \| \| ------------- \| ------------ \| ----------- \| --------- \| ----------- \| \| 14 de febrero \| Quito \| El Nacional \| 1:1 \| Paulista \| \| 16 de febrero \| Asunción \| Libertad \| 2:0 \| River Plate \| \| 2 de marzo \| Jundiaí \| Paulista \| 0:0 \| Libertad \| \| 8 de marzo \| Buenos Aires \| River Plate \| 4:3 \| El Nacional \| \| 16 de marzo \| Buenos Aires \| River Plate \| 4:1 \| Paulista \| \| 23 de marzo \| Asunción \| Libertad \| 4:1 \| El Nacional \| \| 30 de marzo \| Quito \| El Nacional \| 1:1 \| Libertad \| \| 5 de abril \| Jundiaí \| Paulista \| 2:1 \| River Plate \| \| 12 de abril \| Asunción \| Libertad \| 1:0 \| Paulista \| \| 12 de abril \| Quito \| El Nacional \| 2:0 \| River Plate \| \| 20 de abril \| Buenos Aires \| River Plate \| 1:0 \| Libertad \| \| 20 de abril \| Jundiaí \| Paulista \| 0:0 \| El Nacional \| |              |             |           |             |
| Fecha | Lugar        | Local       | Resultado | Visitante   |
| 14 de febrero | Quito        | El Nacional | 1:1       | Paulista    |
| 16 de febrero | Asunción     | Libertad    | 2:0       | River Plate |
| 2 de marzo | Jundiaí      | Paulista    | 0:0       | Libertad    |
| 8 de marzo | Buenos Aires | River Plate | 4:3       | El Nacional |
| 16 de marzo | Buenos Aires | River Plate | 4:1       | Paulista    |
| 23 de marzo | Asunción     | Libertad    | 4:1       | El Nacional |
| 30 de marzo | Quito        | El Nacional | 1:1       | Libertad    |
| 5 de abril | Jundiaí      | Paulista    | 2:1       | River Plate |
| 12 de abril | Asunción     | Libertad    | 1:0       | Paulista    |
| 12 de abril | Quito        | El Nacional | 2:0       | River Plate |
| 20 de abril | Buenos Aires | River Plate | 1:0       | Libertad    |
| 20 de abril | Jundiaí      | Paulista    | 0:0       | El Nacional |

## Fases finales
A partir de aquí, los dieciséis equipos clasificados disputaron una serie de eliminatorias a ida y vuelta, hasta consagrar al campeón.
Las fases finales estuvieron compuestas por cuatro etapas: octavos, cuartos, semifinales y final. A los fines de establecer las llaves de la primera etapa, los dieciséis equipos fueron ordenados en dos tablas, una con los clasificados como primeros (numerados del 1 al 8 de acuerdo con su desempeño en la segunda fase, determinada según los criterios de clasificación), y otra con aquellos clasificados como segundos (numerados del 9 al 16, con el mismo criterio), enfrentándose en octavos de final el 1 con el 16, el 2 con el 15, el 3 con el 14, y así sucesivamente. Durante todo el desarrollo de las fases finales, el equipo que ostentara menor número de orden que su rival de turno ejerció la localía en el partido de vuelta.

### Tabla de primeros
| N.º | Equipo            | Pts. | PJ | PG | PE | PP | GF | GC | DG |
| --- | ----------------- | ---- | -- | -- | -- | -- | -- | -- | -- |
| 1   | Vélez Sarsfield   | 16   | 6  | 5  | 1  | 0  | 18 | 6  | 12 |
| 2   | Internacional     | 14   | 6  | 4  | 2  | 0  | 13 | 4  | 9  |
| 3   | Corinthians       | 13   | 6  | 4  | 1  | 1  | 10 | 6  | 4  |
| 4   | São Paulo         | 12   | 6  | 4  | 0  | 2  | 12 | 6  | 6  |
| 5   | Goiás             | 11   | 6  | 3  | 2  | 1  | 7  | 1  | 6  |
| 6   | Libertad          | 11   | 6  | 3  | 2  | 1  | 8  | 3  | 5  |
| 7   | Atlético Nacional | 10   | 6  | 3  | 1  | 2  | 13 | 9  | 4  |
| 8   | Santa Fe          | 10   | 6  | 3  | 1  | 2  | 9  | 7  | 2  |

### Tabla de segundos
| N.º | Equipo            | Pts. | PJ | PG | PE | PP | GF | GC | DG |
| --- | ----------------- | ---- | -- | -- | -- | -- | -- | -- | -- |
| 9   | Guadalajara       | 12   | 6  | 3  | 3  | 0  | 6  | 3  | 3  |
| 10  | Liga de Quito     | 10   | 6  | 3  | 1  | 2  | 16 | 9  | 7  |
| 11  | Tigres            | 10   | 6  | 3  | 1  | 2  | 12 | 10 | 2  |
| 12  | Estudiantes (LP)  | 10   | 6  | 3  | 1  | 2  | 10 | 10 | 0  |
| 13  | Palmeiras         | 9    | 6  | 2  | 3  | 1  | 9  | 8  | 1  |
| 14  | River Plate       | 9    | 6  | 3  | 0  | 3  | 10 | 10 | 0  |
| 15  | Nacional          | 9    | 6  | 2  | 3  | 1  | 6  | 6  | 0  |
| 16  | Newell's Old Boys | 8    | 6  | 2  | 2  | 2  | 7  | 7  | 0  |

### Cuadro de desarrollo
|  | Octavos de final         | Octavos de final         | Octavos de final         | Octavos de final         | Octavos de final         |   |       | Cuartos de final         | Cuartos de final         | Cuartos de final         | Cuartos de final         | Cuartos de final         |  |   | Semifinales                                     | Semifinales                                     | Semifinales                                     | Semifinales                                     | Semifinales                                     |  |   | Final            | Final            | Final            | Final            | Final            |  |
|  | 25 de abril al 4 de mayo | 25 de abril al 4 de mayo | 25 de abril al 4 de mayo | 25 de abril al 4 de mayo | 25 de abril al 4 de mayo |   |       | 9 de mayo al 10 de julio | 9 de mayo al 10 de julio | 9 de mayo al 10 de julio | 9 de mayo al 10 de julio | 9 de mayo al 10 de julio |  |   | 26 y 27 de julio (ida) 2 y 3 de agosto (vuelta) | 26 y 27 de julio (ida) 2 y 3 de agosto (vuelta) | 26 y 27 de julio (ida) 2 y 3 de agosto (vuelta) | 26 y 27 de julio (ida) 2 y 3 de agosto (vuelta) | 26 y 27 de julio (ida) 2 y 3 de agosto (vuelta) |  |   | 9 y 16 de agosto | 9 y 16 de agosto | 9 y 16 de agosto | 9 y 16 de agosto | 9 y 16 de agosto |  |
|  |                          |                          |                          |                          |                          |   |       |                          |                          |                          |                          |                          |  |   |                                                 |                                                 |                                                 |                                                 |                                                 |  |   |                  |                  |                  |                  |                  |  |
|  |                          |                          |                          |                          |                          |   |       |                          |                          |                          |                          |                          |  |   |                                                 |                                                 |                                                 |                                                 |                                                 |  |   |                  |                  |                  |                  |                  |  |
|  | 1                        | Vélez Sarsfield          | 4                        | 2                        | 6                        |   |       |                          |                          |                          |                          |                          |  |   |                                                 |                                                 |                                                 |                                                 |                                                 |  |   |                  |                  |                  |                  |                  |  |
|  | 1                        | Vélez Sarsfield          | 4                        | 2                        | 6                        |   |       |                          |                          |                          |                          |                          |  |   |                                                 |                                                 |                                                 |                                                 |                                                 |  |   |                  |                  |                  |                  |                  |  |
|  | 16                       | Newell's Old Boys        | 2                        | 2                        | 4                        |   |       |                          |                          |                          |                          |                          |  |   |                                                 |                                                 |                                                 |                                                 |                                                 |  |   |                  |                  |                  |                  |                  |  |
|  | 16                       | Newell's Old Boys        | 2                        | 2                        | 4                        |   | 1     | Vélez Sarsfield          | 0                        | 1                        | 1                        |                          |  |   |                                                 |                                                 |                                                 |                                                 |                                                 |  |   |                  |                  |                  |                  |                  |  |
|  |                          |                          |                          |                          |                          |   | 1     | Vélez Sarsfield          | 0                        | 1                        | 1                        |                          |  |   |                                                 |                                                 |                                                 |                                                 |                                                 |  |   |                  |                  |                  |                  |                  |  |
|  |                          |                          | 9                        | Guadalajara              | 0                        | 2 | 2     |                          |                          |                          |                          |                          |  |   |                                                 |                                                 |                                                 |                                                 |                                                 |  |   |                  |                  |                  |                  |                  |  |
|  | 8                        | Santa Fe                 | 9                        | Guadalajara              | 0                        | 2 | 2     | 0                        | 3                        | 3                        |                          |                          |  |   |                                                 |                                                 |                                                 |                                                 |                                                 |  |   |                  |                  |                  |                  |                  |  |
|  | 8                        | Santa Fe                 |                          |                          |                          |   |       |                          |                          | 3                        |                          |                          |  |   |                                                 |                                                 |                                                 |                                                 |                                                 |  |   |                  |                  |                  |                  |                  |  |
|  | 9                        | Guadalajara              | 3                        | 1                        | 4                        |   |       |                          |                          |                          |                          |                          |  |   |                                                 |                                                 |                                                 |                                                 |                                                 |  |   |                  |                  |                  |                  |                  |  |
|  | 9                        | Guadalajara              | 3                        | 1                        | 4                        |   |       |                          |                          |                          |                          |                          |  | 9 | Guadalajara                                     | 0                                               | 0                                               | 0                                               |                                                 |  |   |                  |                  |                  |                  |                  |  |
|  |                          |                          |                          |                          |                          |   |       |                          |                          |                          |                          |                          |  | 9 | Guadalajara                                     | 0                                               | 0                                               | 0                                               |                                                 |  |   |                  |                  |                  |                  |                  |  |
|  |                          |                          | 4                        | São Paulo                | 1                        | 3 | 4     |                          |                          |                          |                          |                          |  |   |                                                 |                                                 |                                                 |                                                 |                                                 |  |   |                  |                  |                  |                  |                  |  |
|  | 4                        | São Paulo                | 4                        | São Paulo                | 1                        | 3 | 4     | 1                        | 2                        | 3                        |                          |                          |  |   |                                                 |                                                 |                                                 |                                                 |                                                 |  |   |                  |                  |                  |                  |                  |  |
|  | 4                        | São Paulo                |                          |                          |                          |   |       |                          |                          | 3                        |                          |                          |  |   |                                                 |                                                 |                                                 |                                                 |                                                 |  |   |                  |                  |                  |                  |                  |  |
|  | 13                       | Palmeiras                | 1                        | 1                        | 2                        |   |       |                          |                          |                          |                          |                          |  |   |                                                 |                                                 |                                                 |                                                 |                                                 |  |   |                  |                  |                  |                  |                  |  |
|  | 13                       | Palmeiras                | 1                        | 1                        | 2                        |   | 4     | São Paulo (p)            | 0                        | 1                        | 1 (4)                    |                          |  |   |                                                 |                                                 |                                                 |                                                 |                                                 |  |   |                  |                  |                  |                  |                  |  |
|  |                          |                          |                          |                          |                          |   | 4     | São Paulo (p)            | 0                        | 1                        | 1 (4)                    |                          |  |   |                                                 |                                                 |                                                 |                                                 |                                                 |  |   |                  |                  |                  |                  |                  |  |
|  |                          |                          | 12                       | Estudiantes (LP)         | 1                        | 0 | 1 (3) |                          |                          |                          |                          |                          |  |   |                                                 |                                                 |                                                 |                                                 |                                                 |  |   |                  |                  |                  |                  |                  |  |
|  | 5                        | Goiás                    | 12                       | Estudiantes (LP)         | 1                        | 0 | 1 (3) | 0                        | 3                        | 3                        |                          |                          |  |   |                                                 |                                                 |                                                 |                                                 |                                                 |  |   |                  |                  |                  |                  |                  |  |
|  | 5                        | Goiás                    |                          |                          |                          |   |       |                          |                          | 3                        |                          |                          |  |   |                                                 |                                                 |                                                 |                                                 |                                                 |  |   |                  |                  |                  |                  |                  |  |
|  | 12                       | Estudiantes (LP) (v)     | 2                        | 1                        | 3                        |   |       |                          |                          |                          |                          |                          |  |   |                                                 |                                                 |                                                 |                                                 |                                                 |  |   |                  |                  |                  |                  |                  |  |
|  | 12                       | Estudiantes (LP) (v)     | 2                        | 1                        | 3                        |   |       |                          |                          |                          |                          |                          |  |   |                                                 |                                                 |                                                 |                                                 |                                                 |  | 4 | São Paulo        | 1                | 2                | 3                |                  |  |
|  |                          |                          |                          |                          |                          |   |       |                          |                          |                          |                          |                          |  |   |                                                 |                                                 |                                                 |                                                 |                                                 |  | 4 | São Paulo        | 1                | 2                | 3                |                  |  |
|  |                          |                          | 2                        | Internacional            | 2                        | 2 | 4     |                          |                          |                          |                          |                          |  |   |                                                 |                                                 |                                                 |                                                 |                                                 |  |   |                  |                  |                  |                  |                  |  |
|  | 2                        | Internacional            | 2                        | Internacional            | 2                        | 2 | 4     | 2                        | 0                        | 2                        |                          |                          |  |   |                                                 |                                                 |                                                 |                                                 |                                                 |  |   |                  |                  |                  |                  |                  |  |
|  | 2                        | Internacional            |                          |                          |                          |   |       |                          |                          | 2                        |                          |                          |  |   |                                                 |                                                 |                                                 |                                                 |                                                 |  |   |                  |                  |                  |                  |                  |  |
|  | 15                       | Nacional                 | 1                        | 0                        | 1                        |   |       |                          |                          |                          |                          |                          |  |   |                                                 |                                                 |                                                 |                                                 |                                                 |  |   |                  |                  |                  |                  |                  |  |
|  | 15                       | Nacional                 | 1                        | 0                        | 1                        |   | 2     | Internacional            | 1                        | 2                        | 3                        |                          |  |   |                                                 |                                                 |                                                 |                                                 |                                                 |  |   |                  |                  |                  |                  |                  |  |
|  |                          |                          |                          |                          |                          |   | 2     | Internacional            | 1                        | 2                        | 3                        |                          |  |   |                                                 |                                                 |                                                 |                                                 |                                                 |  |   |                  |                  |                  |                  |                  |  |
|  |                          |                          | 10                       | Liga de Quito            | 2                        | 0 | 2     |                          |                          |                          |                          |                          |  |   |                                                 |                                                 |                                                 |                                                 |                                                 |  |   |                  |                  |                  |                  |                  |  |
|  | 7                        | Atlético Nacional        | 10                       | Liga de Quito            | 2                        | 0 | 2     | 0                        | 0                        | 0                        |                          |                          |  |   |                                                 |                                                 |                                                 |                                                 |                                                 |  |   |                  |                  |                  |                  |                  |  |
|  | 7                        | Atlético Nacional        |                          |                          |                          |   |       |                          |                          | 0                        |                          |                          |  |   |                                                 |                                                 |                                                 |                                                 |                                                 |  |   |                  |                  |                  |                  |                  |  |
|  | 10                       | Liga de Quito            | 4                        | 1                        | 5                        |   |       |                          |                          |                          |                          |                          |  |   |                                                 |                                                 |                                                 |                                                 |                                                 |  |   |                  |                  |                  |                  |                  |  |
|  | 10                       | Liga de Quito            | 4                        | 1                        | 5                        |   |       |                          |                          |                          |                          |                          |  | 2 | Internacional                                   | 0                                               | 2                                               | 2                                               |                                                 |  |   |                  |                  |                  |                  |                  |  |
|  |                          |                          |                          |                          |                          |   |       |                          |                          |                          |                          |                          |  | 2 | Internacional                                   | 0                                               | 2                                               | 2                                               |                                                 |  |   |                  |                  |                  |                  |                  |  |
|  |                          |                          | 6                        | Libertad                 | 0                        | 0 | 0     |                          |                          |                          |                          |                          |  |   |                                                 |                                                 |                                                 |                                                 |                                                 |  |   |                  |                  |                  |                  |                  |  |
|  | 3                        | Corinthians              | 6                        | Libertad                 | 0                        | 0 | 0     | 2                        | 1                        | 3                        |                          |                          |  |   |                                                 |                                                 |                                                 |                                                 |                                                 |  |   |                  |                  |                  |                  |                  |  |
|  | 3                        | Corinthians              |                          |                          |                          |   |       |                          |                          | 3                        |                          |                          |  |   |                                                 |                                                 |                                                 |                                                 |                                                 |  |   |                  |                  |                  |                  |                  |  |
|  | 14                       | River Plate              | 3                        | 3                        | 6                        |   |       |                          |                          |                          |                          |                          |  |   |                                                 |                                                 |                                                 |                                                 |                                                 |  |   |                  |                  |                  |                  |                  |  |
|  | 14                       | River Plate              | 3                        | 3                        | 6                        |   | 14    | River Plate              | 2                        | 1                        | 3                        |                          |  |   |                                                 |                                                 |                                                 |                                                 |                                                 |  |   |                  |                  |                  |                  |                  |  |
|  |                          |                          |                          |                          |                          |   | 14    | River Plate              | 2                        | 1                        | 3                        |                          |  |   |                                                 |                                                 |                                                 |                                                 |                                                 |  |   |                  |                  |                  |                  |                  |  |
|  |                          |                          | 6                        | Libertad                 | 2                        | 3 | 5     |                          |                          |                          |                          |                          |  |   |                                                 |                                                 |                                                 |                                                 |                                                 |  |   |                  |                  |                  |                  |                  |  |
|  | 6                        | Libertad (p)             | 6                        | Libertad                 | 2                        | 3 | 5     | 0                        | 0                        | 0 (4)                    |                          |                          |  |   |                                                 |                                                 |                                                 |                                                 |                                                 |  |   |                  |                  |                  |                  |                  |  |
|  | 6                        | Libertad (p)             |                          |                          |                          |   |       |                          |                          | 0 (4)                    |                          |                          |  |   |                                                 |                                                 |                                                 |                                                 |                                                 |  |   |                  |                  |                  |                  |                  |  |
|  | 11                       | Tigres                   | 0                        | 0                        | 0 (3)                    |   |       |                          |                          |                          |                          |                          |  |   |                                                 |                                                 |                                                 |                                                 |                                                 |  |   |                  |                  |                  |                  |                  |  |
|  | 11                       | Tigres                   | 0                        | 0                        | 0 (3)                    |   |       |                          |                          |                          |                          |                          |  |   |                                                 |                                                 |                                                 |                                                 |                                                 |  |   |                  |                  |                  |                  |                  |  |
|  |                          |                          |                          |                          |                          |   |       |                          |                          |                          |                          |                          |  |   |                                                 |                                                 |                                                 |                                                 |                                                 |  |   |                  |                  |                  |                  |                  |  |

- Nota: En cada llave, el equipo con el menor número de orden es el que definió la serie como local.

### Octavos de final
| 27 de abril de 2006 | Newell's Old Boys       | 2:4 (1:1) | Vélez Sarsfield                          | Estadio El Coloso del Parque, Rosario                        |                                                              |
|                     | Spolli 32' · Scocco 53' | Reporte   | Zárate 16' · Somoza 51' 66' · Ereros 52' | Asistencia: 28 640 espectadores Árbitro(s): Horacio Elizondo | Asistencia: 28 640 espectadores Árbitro(s): Horacio Elizondo |

| 3 de mayo de 2006 | Vélez Sarsfield           | 2:2 (0:0) | Newell's Old Boys       | Estadio José Amalfitani, Buenos Aires                      |                                                            |
|                   | Somoza 76' · Ocampo 90+2' | Reporte   | Scocco 53' · Colace 84' | Asistencia: 34 270 espectadores Árbitro(s): Daniel Giménez | Asistencia: 34 270 espectadores Árbitro(s): Daniel Giménez |

| 26 de abril de 2006 | Guadalajara                           | 3:0 (1:0) | Santa Fe | Estadio Jalisco, Guadalajara                              |                                                           |
|                     | Esparza 45' · Borboa 51' · Medina 80' | Reporte   |          | Asistencia: 45 000 espectadores Árbitro(s): Olivier Viera | Asistencia: 45 000 espectadores Árbitro(s): Olivier Viera |

| 2 de mayo de 2006 | Santa Fe                                  | 3:1 (1:1) | Guadalajara | Estadio El Campín, Bogotá                                |                                                          |
|                   | Preciado 36' · Largacha 50' · Montoya 87' | Reporte   | Reynoso 9'  | Asistencia: 45 000 espectadores Árbitro(s): Rubén Selmán | Asistencia: 45 000 espectadores Árbitro(s): Rubén Selmán |

| 26 de abril de 2006 | Palmeiras   | 1:1 (1:1) | São Paulo   | Estadio Palestra Itália, São Paulo                       |                                                          |
|                     | Edmundo 36' | Reporte   | Aloísio 23' | Asistencia: 26 000 espectadores Árbitro(s): Carlos Simon | Asistencia: 26 000 espectadores Árbitro(s): Carlos Simon |

| 3 de mayo de 2006 | São Paulo              | 2:1 (1:0) | Palmeiras      | Estadio Morumbi, São Paulo                                           |                                                                      |
|                   | Aloísio 13' · Ceni 86' | Reporte   | Washington 58' | Asistencia: 60 080 espectadores Árbitro(s): Wilson de Souza Mendonça | Asistencia: 60 080 espectadores Árbitro(s): Wilson de Souza Mendonça |

| 25 de abril de 2006 | Estudiantes (LP)            | 2:0 (0:0) | Goiás | Estadio Centenario, Quilmes                                |                                                            |
|                     | Galván 80' · Calderón 90+1' | Reporte   |       | Asistencia: 20 776 espectadores Árbitro(s): Carlos Chandía | Asistencia: 20 776 espectadores Árbitro(s): Carlos Chandía |

| 4 de mayo de 2006 | Goiás                                  | 3:1 (0:0) | Estudiantes (LP) | Estadio Serra Dourada, Goiânia                         |                                                        |
|                   | Vítor 51' · Nonato 65' · Juliano 90+1' | Reporte   | Calderón 76'     | Asistencia: 30 895 espectadores Árbitro(s): Óscar Ruiz | Asistencia: 30 895 espectadores Árbitro(s): Óscar Ruiz |

| 27 de abril de 2006 | Nacional    | 1:2 (1:1) | Internacional                   | Estadio Gran Parque Central, Montevideo                |                                                        |
|                     | Vanzini 29' | Reporte   | Jorge Wágner 45' · Rentería 64' | Asistencia: 10 221 espectadores Árbitro(s): Óscar Ruiz | Asistencia: 10 221 espectadores Árbitro(s): Óscar Ruiz |

| 3 de mayo de 2006 | Internacional | 0:0     | Nacional | Estadio Beira-Rio, Porto Alegre                           |                                                           |
|                   |               | Reporte |          | Asistencia: 26 225 espectadores Árbitro(s): Carlos Torres | Asistencia: 26 225 espectadores Árbitro(s): Carlos Torres |

| 25 de abril de 2006 | Liga de Quito                                | 4:0 (2:0) | Atlético Nacional | Estadio Casa Blanca, Quito                                |                                                           |
|                     | Murillo 10', 13' · Vera 63' · Candelario 75' | Reporte   |                   | Asistencia: 41 303 espectadores Árbitro(s): Víctor Rivera | Asistencia: 41 303 espectadores Árbitro(s): Víctor Rivera |

| 2 de mayo de 2006 | Atlético Nacional | 0:1 (0:1) | Liga de Quito | Estadio Atanasio Girardot, Medellín                         |                                                             |
|                   |                   | Reporte   | Méndez 40'    | Asistencia: 50 000 espectadores Árbitro(s): Sálvio Fagundes | Asistencia: 50 000 espectadores Árbitro(s): Sálvio Fagundes |

| 26 de abril de 2006 | River Plate                            | 3:2 (2:1) | Corinthians            | Estadio Monumental, Buenos Aires                            |                                                             |
|                     | Farías 25' · Ferrari 30' · Santana 80' | Reporte   | Tévez 15' · Xavier 90' | Asistencia: 50 910 espectadores Árbitro(s): Carlos Amarilla | Asistencia: 50 910 espectadores Árbitro(s): Carlos Amarilla |

| 4 de mayo de 2006 | Corinthians | 1:3 (1:0) | River Plate                   | Estadio Pacaembú, São Paulo                                |                                                            |
|                   | Nilmar 39'  | Reporte   | Coelho 56' · Higuaín 71', 81' | Asistencia: 42 089 espectadores Árbitro(s): Carlos Chandía | Asistencia: 42 089 espectadores Árbitro(s): Carlos Chandía |

| 27 de abril de 2006 | Tigres | 0:0     | Libertad | Estadio Universitario, Monterrey                            |                                                             |
|                     |        | Reporte |          | Asistencia: 39 000 espectadores Árbitro(s): Jorge Larrionda | Asistencia: 39 000 espectadores Árbitro(s): Jorge Larrionda |

| 4 de mayo de 2006 | Libertad                                     | 0:0 (5:3 p.)               | Tigres                                 | Estadio Defensores del Chaco, Asunción                       |                                                              |
|                   |                                              | Reporte                    |                                        | Asistencia: 30 000 espectadores Árbitro(s): Horacio Elizondo | Asistencia: 30 000 espectadores Árbitro(s): Horacio Elizondo |
|                   |                                              | Tiros desde el punto penal |                                        |                                                              |                                                              |
|                   | Gamarra · López · Sarabia · Robles · Hidalgo |                            | Peralta · Moreno · Saavedra · Martínez |                                                              |                                                              |

### Cuartos de final
| 9 de mayo de 2006 | Guadalajara | 0:0     | Vélez Sarsfield | Estadio Jalisco, Guadalajara                               |                                                            |
|                   |             | Reporte |                 | Asistencia: 45 504 espectadores Árbitro(s): Carlos Chandía | Asistencia: 45 504 espectadores Árbitro(s): Carlos Chandía |

| 20 de julio de 2006 | Vélez Sarsfield | 1:2 (0:1) | Guadalajara                | Estadio José Amalfitani, Buenos Aires                     |                                                           |
|                     | Batalla 82'     | Reporte   | Morales 27' · Bautista 73' | Asistencia: 40 000 espectadores Árbitro(s): Carlos Torres | Asistencia: 40 000 espectadores Árbitro(s): Carlos Torres |

| 10 de mayo de 2006 | Estudiantes (LP) | 1:0 (0:0) | São Paulo | Estadio Centenario, Quilmes                              |                                                          |
|                    | Alayes 86'       | Reporte   |           | Asistencia: 29 677 espectadores Árbitro(s): Rubén Selmán | Asistencia: 29 677 espectadores Árbitro(s): Rubén Selmán |

| 19 de julio de 2006 | São Paulo                                                 | 1:0 (1:0) (4:3 p.)         | Estudiantes (LP)                                    | Estadio Morumbi, São Paulo                                 |                                                            |
|                     | Edcarlos 44'                                              | Reporte                    |                                                     | Asistencia: 69 056 espectadores Árbitro(s): Carlos Chandía | Asistencia: 69 056 espectadores Árbitro(s): Carlos Chandía |
|                     |                                                           | Tiros desde el punto penal |                                                     |                                                            |                                                            |
|                     | Ricardo Oliveira · Rogério Ceni · Fabão · Danilo · Júnior |                            | Calderón · Cominges · Lugüercio · Alayes · Carrusca |                                                            |                                                            |

| 10 de mayo de 2006 | Liga de Quito              | 2:1 (0:1) | Internacional    | Estadio Casa Blanca, Quito                                   |                                                              |
|                    | Delgado 58' · Graziani 84' | Reporte   | Jorge Wágner 25' | Asistencia: 46 016 espectadores Árbitro(s): Horacio Elizondo | Asistencia: 46 016 espectadores Árbitro(s): Horacio Elizondo |

| 19 de julio de 2006 | Internacional            | 2:0 (0:0) | Liga de Quito | Estadio Beira-Rio, Porto Alegre                             |                                                             |
|                     | Sóbis 52' · Rentería 87' | Reporte   |               | Asistencia: 50 664 espectadores Árbitro(s): Jorge Larrionda | Asistencia: 50 664 espectadores Árbitro(s): Jorge Larrionda |

| 11 de mayo de 2006 | River Plate                 | 2:2 (0:1) | Libertad       | Estadio Monumental, Buenos Aires                         |                                                          |
|                    | Montenegro 76' · Farías 81' | Reporte   | Bonet 38', 77' | Asistencia: 54 000 espectadores Árbitro(s): Carlos Simon | Asistencia: 54 000 espectadores Árbitro(s): Carlos Simon |

| 18 de julio de 2006 | Libertad                             | 3:1 (2:0) | River Plate | Estadio Defensores del Chaco, Asunción                   |                                                          |
|                     | López 16' · Aquino 40' · Riveros 47' | Reporte   | Farías 76'  | Asistencia: 30 000 espectadores Árbitro(s): Rubén Selmán | Asistencia: 30 000 espectadores Árbitro(s): Rubén Selmán |

### Semifinales
| 26 de julio de 2006 | Guadalajara | 0:1 (0:0) | São Paulo | Estadio Jalisco, Guadalajara                                |                                                             |
|                     |             | Reporte   | Ceni 84'  | Asistencia: 57 440 espectadores Árbitro(s): Jorge Larrionda | Asistencia: 57 440 espectadores Árbitro(s): Jorge Larrionda |

| 2 de agosto de 2006 | São Paulo                                        | 3:0 (2:0) | Guadalajara | Estadio Morumbi, São Paulo                                 |                                                            |
|                     | Leandro 33' · Mineiro 40' · Ricardo Oliveira 49' | Reporte   |             | Asistencia: 76 750 espectadores Árbitro(s): Daniel Giménez | Asistencia: 76 750 espectadores Árbitro(s): Daniel Giménez |

| 27 de julio de 2006 | Libertad | 0:0     | Internacional | Estadio Defensores del Chaco, Asunción                      |                                                             |
|                     |          | Reporte |               | Asistencia: 30 500 espectadores Árbitro(s): Héctor Baldassi | Asistencia: 30 500 espectadores Árbitro(s): Héctor Baldassi |

| 3 de agosto de 2006 | Internacional            | 2:0 (0:0) | Libertad | Estadio Beira-Rio, Porto Alegre                        |                                                        |
|                     | Alex 64' · Fernandão 69' | Reporte   |          | Asistencia: 52 064 espectadores Árbitro(s): Óscar Ruiz | Asistencia: 52 064 espectadores Árbitro(s): Óscar Ruiz |

### Final
| Ida; 9 de agosto de 2006, 21:45 (UTC-3) | São Paulo    | 1:2 (0:0) | Internacional  | Estadio Morumbi, São Paulo                                  |                                                             |
|                                         | Edcarlos 75' | Reporte   | Sóbis 53', 61' | Asistencia: 71 456 espectadores Árbitro(s): Jorge Larrionda | Asistencia: 71 456 espectadores Árbitro(s): Jorge Larrionda |

| Vuelta; 16 de agosto de 2006, 22:00 (UTC-3) | Internacional             | 2:2 (1:0) | São Paulo                | Estadio Beira-Rio, Porto Alegre                              |                                                              |
|                                             | Fernandão 29' · Tinga 66' | Reporte   | Fabão 50' · Lenílson 85' | Asistencia: 55 000 espectadores Árbitro(s): Horacio Elizondo | Asistencia: 55 000 espectadores Árbitro(s): Horacio Elizondo |

|                                   |
| Bandera de Brasil                 |
| Campeón Internacional 1.er título |

## Estadísticas

### Goleadores
| Jugador                 | Club                 | Goles |
| ----------------------- | -------------------- | ----- |
| Félix Borja             | El Nacional          | 5     |
| José Luis Calderón      | Estudiantes (LP)     | 5     |
| Agustín Delgado         | Liga de Quito        | 5     |
| Sebastián Ereros        | Vélez Sarsfield      | 5     |
| Ernesto Farías          | River Plate          | 5     |
| Fernandão               | Internacional        | 5     |
| Marcinho                | Palmeiras            | 5     |
| Daniel Montenegro       | River Plate          | 5     |
| Nilmar                  | Corinthians          | 5     |
| Mariano Pavone          | Estudiantes (LP)     | 5     |
| Jorge Quinteros         | Universidad Católica | 5     |
| Patricio Urrutia        | Liga de Quito        | 5     |
| Washington              | Palmeiras            | 5     |
| Jorge Soto              | Sporting Cristal     | 4     |
| Érwin Ávalos            | Cerro Porteño        | 4     |
| Vladimir Marín          | Atlético Nacional    | 4     |
| David Montoya           | Santa Fe             | 4     |
| Wason Rentería          | Internacional        | 4     |
| Romerito                | Goiás                | 4     |
| Jonathan Santana        | River Plate          | 4     |
| Ignacio Scocco          | Newell's Old Boys    | 4     |
| Leandro Somoza          | Vélez Sarsfield      | 4     |
| Víctor Hugo Aristizábal | Atlético Nacional    | 4     |
| Carlos Tévez            | Corinthians          | 4     |